# Fernando Guerrero
Fernando Alexander Guerrero Vásquez (Quito, 30 settembre 1989) è un ex calciatore ecuadoriano, di ruolo attaccante.

## Biografia
È il figlio dell'ex calciatore ecuadoriano José Fernando Lupo Guerrero.

## Carriera

### Club
Cresce nelle giovanili del Real Madrid. Emigrò dall'Ecuador alla Spagna nel 2000 con i suoi genitori e la sorella, venne preso nelle file dei giovani del Real Madrid dopo essere stato scelto tra 4.000 bambini.
Nonostante già avendo giocato con la nazionale dell'Ecuador, non era riuscito a fare il suo debutto in Prima divisione. Finì in prestito al Emelec, il 23 marzo 2008 giocò il Clásico del Astillero. Con questa maglia gioca cinque partite segnando un gol, il 6 aprile 2008 nella partita Emelec-Espoli 2-0. A metà dello stesso anno tornò in Spagna di nuovo nel Real Madrid Castilla.
Nell'estate del 2009 alcune voci lo davano vicino all'Hull City, ma finì in prestito al Burnley, squadra recentemente promossa in Premier League. Dopo aver fatto un tour pre-campionato negli Stati Uniti dove ha ricevuto l'osservazione dell'allenatore e ha giocato una partita amichevole. Dopo questo,l'allenatore della squadra, Owen Coyle, ha chiesto il suo trasferimento. Con questa maglia colleziona 7 presenze, il suo debutto avviene il 15 agosto 2009 nella partita contro lo Stoke City.
Il 5 marzo 2010 il Burnley ha comunicato di aver rescisso il contratto dell'esterno offensivo che è tornato all'Independiente José Terán.

### Nazionale
Guerrero ha giocato con la squadra nazionale dell'Ecuador U-20. Ha colpito favorevolmente il suo talento e la sua tecnica durante il Campionato sudamericano di calcio Under-20 mentre giocava per il suo paese. Sette giorni dopo ha ricevuto la sua prima chiamata in nazionale il 21 gennaio 2007, per un'amichevole contro la Svezia.